# Ton cor est à toi
Pour plus de détails, voir Fiche technique et Distribution.
Ton cor est à toi (titre original : You’re Darn Tootin’) est un film muet américain réalisé par Edgar Kennedy, sorti en 1928.

## Synopsis
Laurel et Hardy sont musiciens dans un orchestre, mais ils se font licencier. En désespoir de cause, ils décident de devenir musiciens des rues, mais cela ne va pas être simple...

## Fiche technique
- Titre original : You’re Darn Tootin’
- Titre français : Ton cor est à toi
- Réalisation : Edgar Kennedy
- Scénario : H. M. Walker
- Photographie : Floyd Jackman
- Montage : Richard C. Currier
- Société de production : Hal Roach Studios
- Société de distribution : Metro-Goldwyn-Mayer
- Pays de production :  États-Unis
- Langue : titres en anglais
- Format : Noir et blanc - 35 mm - 1,37:1  -  Muet
- Genre : Comédie
- Longueur : deux bobines
- Date de sortie : 
  - États-Unis : 21 avril 1928

## Distribution
Source principale de la distribution :
- Stan Laurel : Stanley, un clarinettiste
- Oliver Hardy : Oliver, le joueur de cor
- Wilson Benge : un musicien
- Chet Brandenburg : un ouvrier
- Christian J. Frank (en) : un policier
- Dick Gilbert (en) : un pensionnaire
- Charlie Hall : un musicien
- William Irving : un musicien
- Ham Kinsey : un musicien
- Otto Lederer : le chef de course
- Sam Lufkin : l'homme au restaurant
- George Rowe : un piéton
- Rolfe Sedan : l'ivrogne
- Agnes Steele (en) : la patronne